# Maquira sclerophylla
Maquira sclerophylla är en mullbärsväxtart som först beskrevs av Adolpho Ducke, och fick sitt nu gällande namn av C. C. Berg. Maquira sclerophylla ingår i släktet Maquira och familjen mullbärsväxter. Inga underarter finns listade i Catalogue of Life.